# Luzia de Paula
Luzia de Lourdes Moreira de Paula (Patos de Minas, 2 de março de 1955) é professora e política brasileira filiada ao Partido Socialista Brasileiro (PSB). Ex-deputada disitrital, integrou a Câmara Legislativa do Distrito Federal durante a 7ª legislatura (2015-2018).

## Biografia
Graduada em pedagogia pela Faculdade Integrada do Planalto Central, Luzia trabalhou como professora, vinculada à Secretaria de Estado de Educação. Mineira, se mudou para o Distrito Federal na década de 1970, e ali passou a residir em Ceilândia.
Em 1986 fundou o Centro Comunitário da Criança, instituição social sem fins lucrativos voltada ao atendimento de crianças, adolescentes e suas famílias em diversos projetos. Atualmente o CCC é referência no atendimento de Educação Infantil, mantendo parceria com o Estado e ainda outros parceiros.
Sua primeira agremiação foi o Partido Popular Socialista (PPS). Posteriormente se filiou ao Partido Social Liberal (PSL) e pela legenda concorreu à Câmara Legislativa na eleição de 2006. Com 6.612 votos, correspondentes a 0,50% dos votos válidos, obteve a suplência.
Após retornar ao PPS, Paula concorreu novamente à Câmara Legislativa em 2010, alcançando a primeira suplência, com 7.218 votos. Nesta condição, assumiu o mandato parlamentar durante a sexta legislatura. Em 2014, foi eleita com 7.428 votos, à época, integrava o Partido Ecológico Nacional (PEN).
Em 2016, Luzia de Paula destinou R$ 1,1 milhão, provenientes de emendas parlamentares, para a realização de shows em Ceilândia. O caso se tornou polêmico, chegando a ser investigado, porém a apuração comprovou que não houve irregularidades. Em nota a equipe de assessoria da parlamentar informou que os recursos foram destinados à Administração Regional de Ceilândia, sendo unicamente de competência desta a formalização e tomada de preços dos contratos, tendo então apresentado todos os documentos que corroboraram a licitude e idoneidade dos atos. A parlamentar ainda refutou os valores apontados, alegando que a notícia inverídica e não condizia com a realidade, inclusive reforçando que o total dos recursos repassados em emendas poderia ser consultado no portal da transparência.
Luzia de Paula concorreu à reeleição em 2018, agora no Partido Socialista Brasileiro (PSB), mas não foi eleita, alcançando 9.482 votos, ou 0,64% dos votos válidos.

## Atuação Parlamentar
Em quatro anos de mandato, entre 2015 e 2018, Luzia de Paula apresentou 3046 proposições, dentre elas mais 286 Projetos de Lei (PLs), resultando em 52 leis aprovadas , voltadas à saúde, cultura, defesa da criança, educação, empreendedorismo, meio ambiente, defesa do servidor público, transparência agriculta e serviços sociais e assuntos sociais.